# Oderady (hromada Ołyka)
Oderady (ukr. Одеради) – wieś na Ukrainie w rejonie łuckim obwodu wołyńskiego.
Do 2020 w rejonie kiwereckim. 